# 岩手銀行硬式野球部
岩手銀行硬式野球部（いわてぎんこうこうしきやきゅうぶ）は、岩手県盛岡市に本拠地を置き、日本野球連盟に加盟していた社会人野球の企業チームである。1995年11月に解散した。
運営母体は、地方銀行の岩手銀行。

## 概要
1961年、岩手県盛岡市に本店を置く岩手銀行の軟式野球部が硬式野球部に転向し、『岩手銀行硬式野球部』として創部。
1974年、チーム結成14年目で都市対抗野球に初出場し、初勝利をあげる。
1977年、日本選手権に初出場を果たす。
1995年11月16日付けで休部となり、その後廃部となった。
休部・廃部後はJR東日本東北硬式野球部に統合された旧盛岡鉄道管理局野球部の後継組織だった「盛岡倶楽部」に所属選手の一部が合流した。こうした経緯から、JR盛岡硬式野球部として企業チームが再発足した後も、盛岡倶楽部は継続して活動している。
一方、盛岡倶楽部に合流しなかった社員を中心としたクラブチーム「盛岡球友倶楽部」も別に結成されている。

## 沿革
- 1961年 - 岩手県盛岡市を本拠地に置き、『岩手銀行』として創部。
- 1974年 - 都市対抗野球に初出場（2回戦敗退）。
- 1977年 - 日本選手権に初出場（初戦敗退）。
- 1995年 - 11月に活動停止。

## 主要大会の出場歴・最高成績
- 都市対抗野球大会 - 出場3回
- 社会人野球日本選手権大会 - 出場3回